# Pseudoflustra aviculata
Pseudoflustra aviculata is een mosdiertjessoort uit de familie van de Smittinidae. De wetenschappelijke naam van de soort is, als Ichthyaria aviculata, voor het eerst geldig gepubliceerd in 1906 door Calvet.